# Vyalsovite
La vyalsovite è un minerale.